# Club Deportivo San Andrés (Argentina)
El Club Deportivo San Andrés es un club argentino ubicado en San Andrés, Provincia de Buenos Aires. Posee escuelas deportivas de básquetbol, vóley, tenis, natación, baby fútbol, Bochas, defensa personal y karate; actividades para niños como patín, gimnasia artística, danza, circo.

## Historia
El 23 de abril de 1927 un grupo de vecinos del Partido de General San Martín fundan el "Villa Golf Club". Años después el club comienza con el desarrollo de actividades deportivas tal como boxeo, ajedrez, bochas y básquetbol, a cargo del profesor Emilio Antonelli. En 1939 se obtiene la personería jurídica de un predio ubicado en la localidad de San Andrés, fundando así el Club Deportivo San Andrés, y decidiendo así iniciar la construcción de una cancha de baloncesto.
En 1957 el equipo de baloncesto asciende a la Segunda División de la Asociación Porteña, con Alfredo Stanizewski como figura para el campeonato. Dos años después, en 1959, se consigue el ascenso a Primera División de la Asociación Porteña.
En el año 1968, San Andrés obtuvo el campeonato de Capital Federal, luego de derrotar a Racing Club por 66 a 65 en el Luna Park y bajo la dirección de Leopoldo Contarbio. Algunos de los jugadores de ese plantel fueron Oscar Ibáñez, Alfredo Stanizewski, Aldariz, Chamorro, Sujero y Calvo.

### Liga Nacional de Básquet
Para 1984, León Najnudel impulso el proyecto de la Liga Nacional de Básquet, concretándose así una temporada de transición, que incluía a los mejores equipos del Campeonato Argentino de Clubes. El equipo dirigido por Heriberto Schownies, obtuvo el título tras derrotar a River Plate en la serie final al mejor de tres partidos. Los partidos fueron 97-85, 103-93 y 87-81.
Este título clasificó al club a jugar el Campeonato Sudamericano de Clubes Campeones de 1985, desarrollado en Brasil. En la final cayó ante el Club Atlético Monte Líbano, consiguiendo el subcampeonato y la posibilidad de acceder a la Copa William Jones de 1985.
En la jornada inicial del torneo derrotó al club local Barcelona 111 a 106. En la jornada siguiente venció a Guantánamo CB por 108 a 77. Cerró su participación en la fase de grupos derrotando a C.D. Maxaquene y al CSP Limoges. En semifinales cayó ante Monte Líbano por dos puntos (93 a 95) y en el partido por el tercer puesto fue derrotado por Cibona Zagreb.

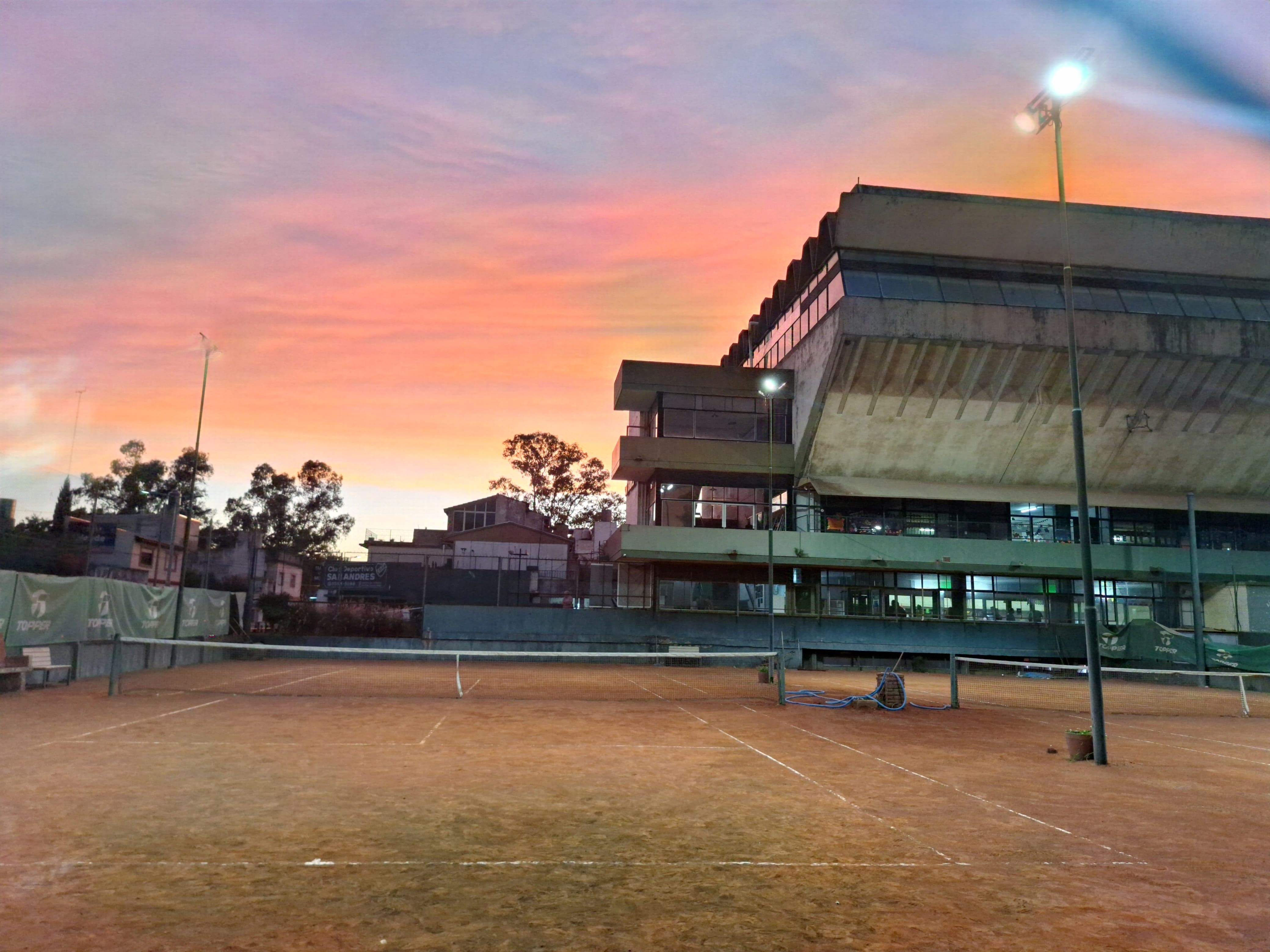
Vista del club desde las canchas de tenis al atardecer

La Liga Nacional de Básquet 1985 ubicó a San Andrés en el quinto puesto con 17 victorias y 17 derrotas. La temporada siguiente, consiguió el mismo récord de victorias y derrotas pero quedó relegado al puesto 13. En 1987 finalizó noveno con 14 victorias y 17 derrotas. Su siguiente año terminaron en la sexta posición (18-15) y luego un quinto puesto con 19 victorias y 12 derrotas.
La última temporada de San Andrés en primera división fue la Liga Nacional de Básquet 1990-91 y con un quinto puesto repitió su mejor participación en la competencia. Le dejó la plaza a River Plate.
En el año 2005, obtuvo el campeonato de la Federación Regional de Capital Federal con Fabián Timmis como entrenador y así consiguió ascender a la Liga B.

## Uniforme
Los colores predominantes del uniforme de San Andrés son el verde y el blanco, presentes en el logo de la institución.
| Local | Visitante |

## Estadio
A partir de la década del 60´, el club utilizó el Gimnasio Enrique Tanghe como sede de sus partidos de baloncesto.

## Comisión Directiva
- Presidente: Cinthia Nikolov.
- Vicepresidente: Sergio Grossi.
- Tesorero: Laura Velasco.
- Pro Tesorero: Fernando Couso.
- Secretario: Natalia Ricci.
- Secretario de Actas: Adrián Saez.
- Vocales Titulares:
  - Osvaldo Guidi.
  - Norberto Hentschel.
- Vocales Suplentes :
  - Graciela Spiazzi.
  - Yanina Sabone.
- Revisores de Cuentas: 
  - Lucas Matioli.
  - Verónica Cevallos.

## Datos del club
- Temporadas en Liga Nacional de Básquet: 7 (1985-1991).
- Partidos en la Liga Nacional de Básquet: 243.
  - Mejor puesto en la primera división: 5.° (1985, 1989, 1991)
  - Peor puesto en la primera división: 13.° (1986)
- Temporadas en el Torneo Nacional de Ascenso: 10

## Jugadores destacados
| Equipo campeón de la Liga de Transición - Eduardo Cadillac - Luis Oroño - Ricardo Rattone - Ernest Graham - Merlyn Wilson - Alfred Barnes - Orlando Salinas - Jorge Ferrini - Carlos Ballester - Carlos Berrondo - Fabián de Giorgis - Eduardo Espósito - Marcelo López - Jorge Del Río - Entrenador Heriberto Schonwies | Equipo subcampeón del Sudamericano 1985 - Eduardo Espósito - Jorge Corbalán - Orlando Salinas - Ricardo Rattone - Ernest Graham - Jorge Ferrini - Carlos Berrondo - Carlos Ballester - Eduardo Cadillac - Gustavo Muller - Brian Graham - Luis Oroño - Entrenador Heriberto Schonwies |

Otros jugadores
| - Gabriel Cocha - Facundo Sucatzky - Claudio Farabello - Román González |

## Palmarés

### Torneos nacionales
- Campeonato Argentino de Clubes: 1984.